# ㅎ
ㅎ(히읗)은 한글의 자음 중 열네 번째이자 마지막 글자다.

## 발음
ㅎ이 어디에 있는가에 따라 소릿값이 달라진다.
|                                             | 발음                          | 발음의 예              |
| ------------------------------------------- | ----------------------------- | ---------------------- |
| /i, j, u, w, ɯ/ 앞, 유성음들 사이가 아닐 때 | 무성 성문 반찰음(/h/)         | 하루의 'ㅎ'            |
| 유성음들 사이                               | 유성 성문 반찰음(/ɦ/)         | 더하다의 'ㅎ'          |
| /i, j/ 앞                                   | 무성 경구개 마찰음(/ç/)       | 힘의 'ㅎ', 혀의 'ㅎ'   |
| /ɯ/ 앞                                      | 무성 연구개 마찰음(/x/)       | 흙의 'ㅎ'              |
| /u, w/ 앞                                   | 순음화 무성 양순 마찰음(/ɸʷ/) | 훑다의 'ㅎ', 활의 'ㅎ' |

## 훈민정음 초성 체계
훈민정음 초성 체계에서는 청탁 구별로는 차청이고 조음 위치로는 목구멍소리이다. 제자 원리는 ㅇ에 획을 더해 ㆆ, 거기에 획을 다시 더해 'ㅎ'을 만들었다고 한다. 종성으로는 입성이다.

## 격음화 및 기타
현대 한국어 첫소리에서는 성문음(발음 기관), 갈이소리(발음법), 안울림소리이다.
용언의 어간에서 어간 뒤에 ㄱ·ㄷ·ㅂ·ㅅ·ㅈ으로 시작하는 어미가 이어져 ㅋ·ㅌ·ㅍ·ㅆ·ㅊ으로 거센소리가 되거나, ㄴ과 ㅁ 앞에서 ㄴ으로 소리가 나는 경우 ㅎ을 받쳐 쓴다.
- 좋다 → [조ː타]
- 좋소 → [조ː쏘]
- 좋고 → [조ː코]
- 좋지 → [조ː치]
- 히읗 → [히읃]
- 히읗만 → [히읃만] → [히은만]
- 놓는 → [녿는] → [논는]

유성음 사이에서 ㅎ 소리는 완전히 나지 않거나(묵음) 울림소리(성문 반찰음)로 나타난다.
- 좋아 → [조ː아]
- 좋으니 → [조ː으니]
- 좋이 → [조ː이]

앞에 평음 ㄱ, ㄷ, ㅂ, ㅈ이 오면 격음 ㅋ, ㅌ, ㅍ, ㅊ으로 소리난다.
- 각하 → [가카]
- 압해도 → [아패도]
- 잊히다 → [이치다]

## 같이 보기
- ㄴㅎ
- 한글

## 코드값
| 종류                  | 종류           | 글자 | 유니코드 | HTML     |
| --------------------- | -------------- | ---- | -------- | -------- |
| 한글 호환 자모        | 한글 호환 자모 | ㅎ   | U+314E   | &#12622; |
| 한글 자모 영역        | 첫소리         | ᄒᅠ   | U+1112   | &#4370;  |
| 한글 자모 영역        | 끝소리         | ᅟᅠᇂ   | U+11C2   | &#4546;  |
| 한양 사용자 정의 영역 | 첫소리         |   | U+F7FC   | &#63484; |
| 한양 사용자 정의 영역 | 끝소리         |   | U+F8F2   | &#63730; |
| 반각                  | 반각           | ﾾ    | U+FFBE   | &#65470; |